# Lajos Maszlay
Lajos Maszlay (Budapest, 2 ottobre 1903 – Budapest, 1º dicembre 1979) è stato uno schermidore ungherese, vincitore di due medaglie di bronzo nella scherma ai giochi olimpici di Londra del 1948 e di Helsinki del 1952.